# Phoenix (гурт)
Phoenix — французький рок-гурт, створений в 1997 році.

## Дискографія

### Студійні альбоми
- 2000 — United
- 2004 — Alphabetical
- 2006 — It's Never Been Like That
- 2009 — Wolfgang Amadeus Phoenix
- 2013 — Bankrupt!